# Firmicus campestratus faradjensis
Firmicus campestratus là một phân loài nhện trong họ Thomisidae.
Loài này thuộc chi Firmicus. Firmicus campestratus faradjensis được Roger de Lessert miêu tả năm 1928.